# Molí de la Torre (el Far d'Empordà)
El Molí de la Torre, masia propera a Figueres ubicada al terme municipal d'El Far d'Empordà, és un edifici construït a mitjans del segle xix considerat com una de les masies i finques agrícoles més importants de l'Empordà i inclòs en l'Inventari del Patrimoni Arquitectònic de Catalunya.

## Descripció
El Molí de la Torre és un edifici aïllat de grans dimensions, situat lluny del nucli d'El Far d'Empordà, a prop de la carretera C-31 que porta de Figueres a la Bisbal d'Empordà. Està construït totalment amb maó, amb una gran tanca que dificulta l'accés, del mateix material, que té tres obertures la central de les quals en arc de mig punt amb pilastres als costats.
La construcció està formada per diferents cossos amb alçades diferents, l'edifici principal és de planta baixa, primer i segon pis, substituït per golfes a l'edifici lateral. Ambdós cossos segueixen la mateixa estructura: obertures en arc rebaixat, exceptuant algunes de quadrades i les principals, la que fa d'accés a l'edifici en arc de mig punt. Destacar les pilastres que existeixen a cada banda de la porta d'accés i que recorren la façana fins al pis superior amb volutes al capitell. La coberta de l'edifici és una terrassa, amb la barana amb balustrada, al centre de la qual trobem una torre de planta poligonal que s'alça uns metres per sobre de l'edifici.

## Historia i evolució del Molí de la Torre

### Els orígens (1853 - 1906)

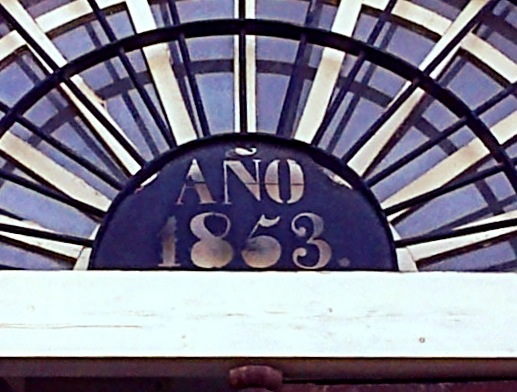
porta principal 1853

L'edifici fou construït el 1853, com indica la llinda de ferro forjat de la porta principal, per un encàrrec de Narcís de Fonsdeviela, marquès de la Torre, que tenia castell a Medinya i casa a Figueres. S'atribueix a l'arquitecte Josep Roca i Bros que realitzava la major part d'obra pública del moment.
Inicialment va ser un molí farinaire, primer dels molins beneficiats del rec provinent del riu Alguemà, al seu pas per Pont del Príncep, el Rec de Molins. A la part posterior hi passa una séquia artificial que fins al 1950 generava llum pròpia amb una dinamo. Un dels primers propietaris va ser Manuel Lleonci, regidor de Figueres (1862), època en la qual el molí treballava 200 dies l'any amb una mitjana de sis hores diàries.
La propietat passà després a Miquel Plana Goytisolo que el 1899 fou el director propietari de la Granja Avícola del Molí de la Torre, juntament amb el seu soci Miquel Solà, i que proveïa de llet de vaca la comarca fins a Port Bou.

### Maria Pichot (1906 -1926)

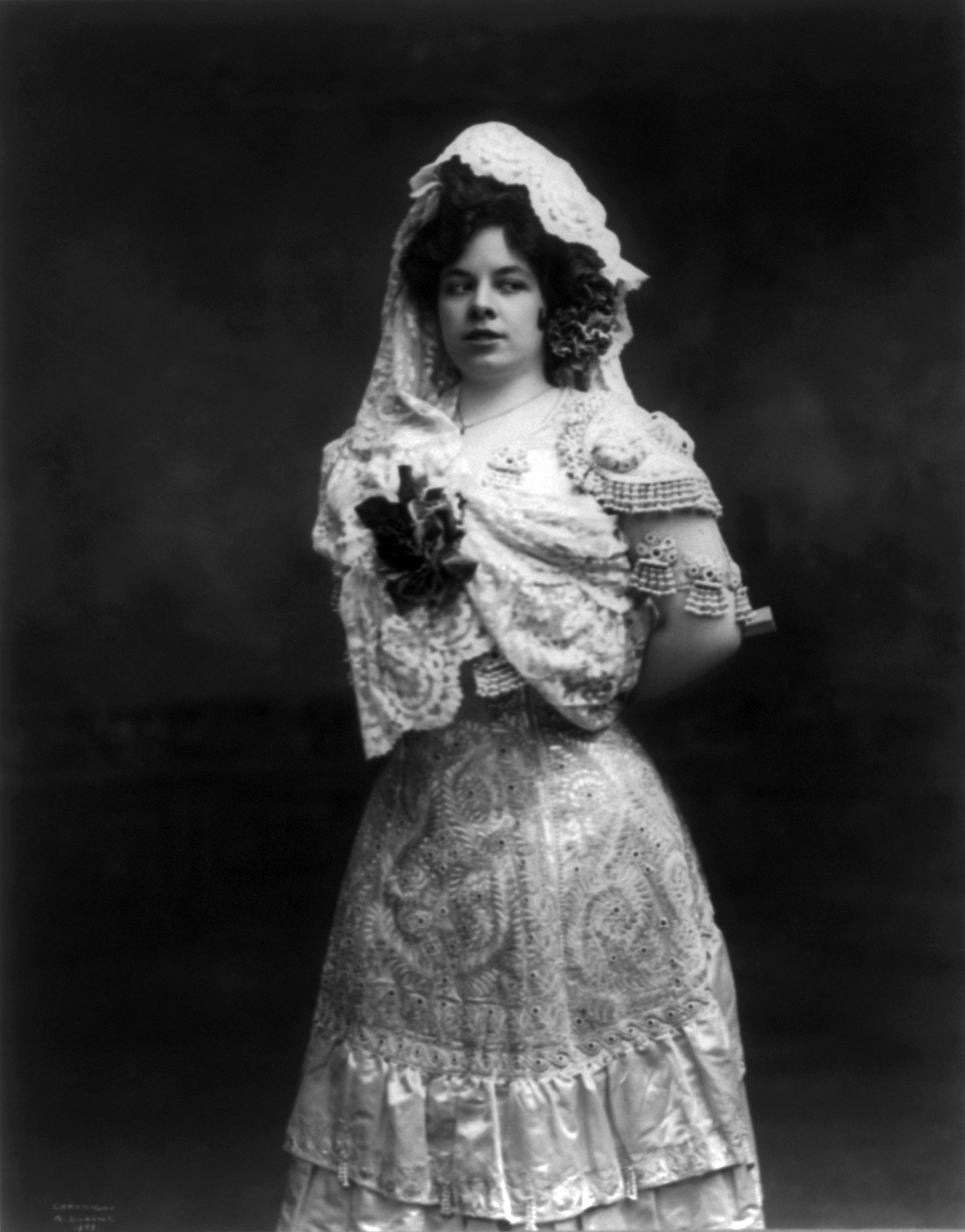
Maria Gay, mezzosoprano, caracteritzada com a Carmen, l'any 1909

Maria Pichot i Gironès, artista d'òpera, de nacionalitat francesa, casada amb el compositor Joan Gay, adquirí la finca el 1906. La compra es realitzà davant del notari de Figueres Salvador Dalí i Cusí, pare de l'artista. El seu germà Pepito Pitxot, resident a Figueres i horticultor, s'encarregà de la finca.
Al maig de 1916 un jove Dalí de 12 anys passà una temporada de convalescència al Molí a on, a través de la col·lecció del pintor Ramón Pichot i Gironès, descobrí l'impressionisme. Al seu llibre autobiogràfic Vida Secreta Dalí inclou un dibuix de l'edifici i descriu el seu primer contacte amb El Molí de la Torre, dient que "m'impressionà com un lloc màgic, estava fet expressament per a la continuació del meu somniar i fantasiejar despert" i també afirmà "En aquest lloc on van ocórrer la majoria dels meus somnis, sobretot els de caràcter eròtic".

### Masia dels Rubert (1927 - 1985)

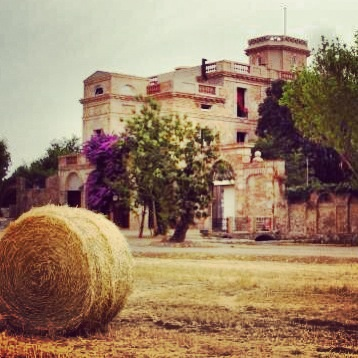
El Molí de la Torre

Juan Rubert y Comas comprà el Molí de la Torre per 106.000 pessetes l'any 1927 i s'hi va instal·lar amb la seva dona Antònia López de Tejeiro i els seus fills. Al llarg de la guerra civil la casa es va respectar perquè Rubert, que va viure la contesa a l'Hotel Llombart de Figueres, va fer valer la seva nacionalitat porto-riquenya.
La finca va passar a les seves tres filles Isabel, Juana i Antònia. El 8 de setembre de 1973 Salvador Dalí va visitar, juntament amb el pintor Antoni Pitxot, el Molí de la Torre, guiats per Antònia Rubert, per recórrer tots els racons de la casa. Dalí va explicar a Pitxot que des de la terrassa de la casa havia pintat diversos paisatges de l'Empordà.
El col·leccionista nord-americà Albert Reynolds Morse, fundador del Salvador Dalí Museum de Saint Petersburg (Florida), que va visitar el Molí diverses vegades, inclogué una foto al seu llibre Dali. A panorama of his art.

### Residència de luxe (1986 - 1995)
L'any 1986 l'edifici es va vendre a l'arquitecte Joan Antoni Rodeja i altres socis de Figueres. S'hi van fer obres i van construir tres habitatges de luxe, per pocs anys després tornar-se a vendre.

### Museu Naïf (1996 - 2000)

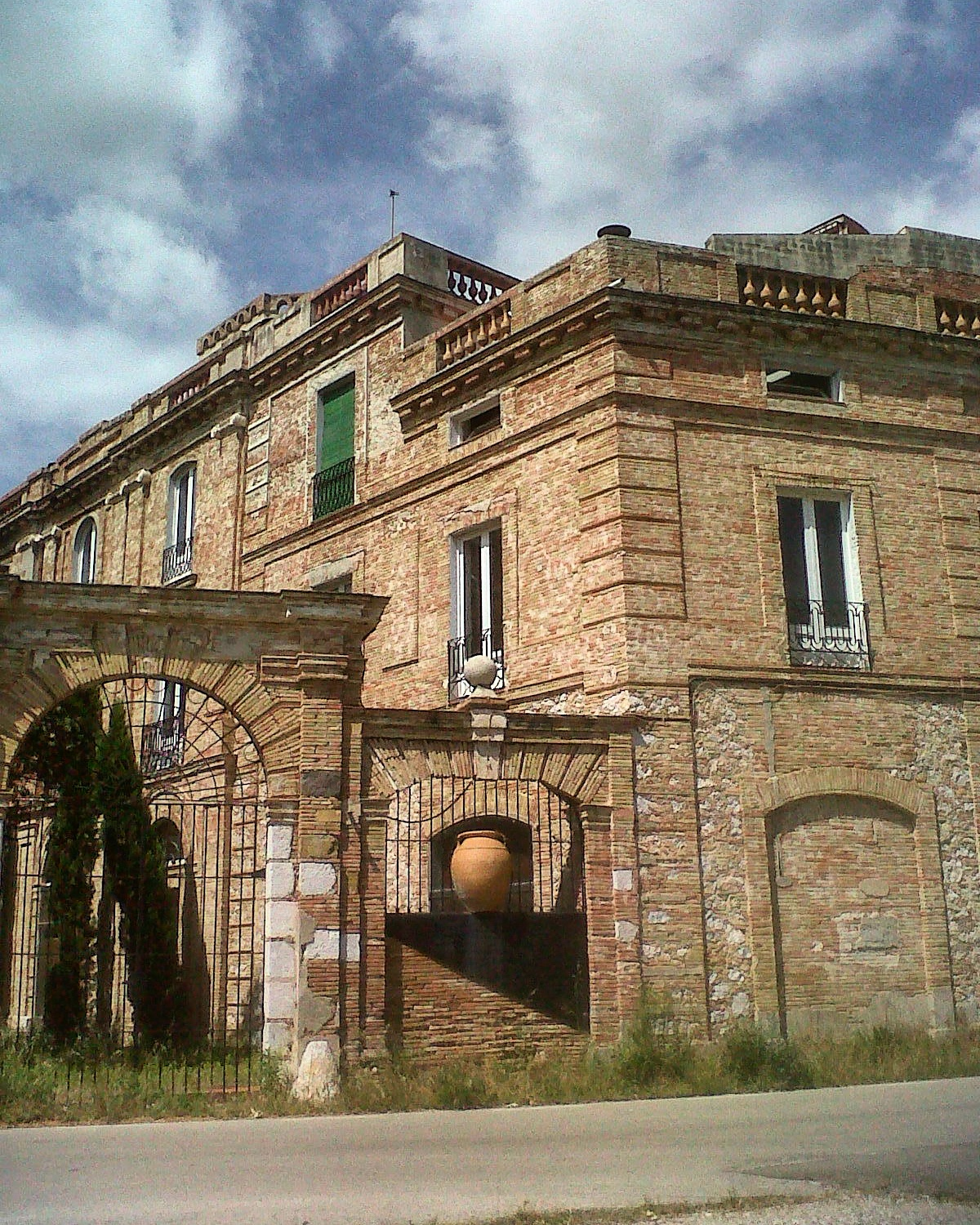
any 2012

El biòleg i industrial francès Albert Laporte i la seva dona espanyola, Ana Pérez, compren la casa l'octubre de 1996 i, el maig de 1998, inauguren un museu d'art naïf per mostrar la seva col·lecció de 1.500 pintures i escultures.
La iniciativa tingué un escàs interès i acabà amb el somni de Laporte al cap de 2 anys quan es tancà el museu. Les previsions del museu preveien 200.000 visitants a l'any encara que la xifra total en les dues temporades no superà els 30.000.

### Actualitat
El 2000 el va comprar el constructor José Arias i entre el 2007 i 2008 s'habilità la planta baixa com a restaurant i el primer pis com a habitatge. L'any 2013 l'edifici es troba deshabitat i en un avançat estat de degradació.